# Обнажённая в шляпе
«Обнажённая в шля́пе» — советский художественный фильм режиссёра Александра Полынникова, снятый в 1991 году на Одесской киностудии по сценарию Далии Трускиновской. Одна из первых в СССР эротических кинокомедий (премьера состоялась в апреле 1992 года, уже после распада СССР).

## Сюжет
Действие фильма происходит в Эстонии в 1991 году. Поздней ночью в квартиру газетного фоторепортёра Кости Телегина врываются два человека в противогазах и увозят хозяина, предварительно усыпив его газом из баллончика. Коллеги Кости из редакции газеты пытаются найти его. В доме журналиста они находят фотографию, на которой изображена голая девушка в шляпе и с родинкой на ягодице. Друзья Кости уверены, что в похищении замешаны сутенёры, материал о которых он в последнее время готовил. Но чтобы расследовать это дело до конца, им потребуется найти способ проверить наличие родинки у каждой из натурщиц, которых фотографировал Костя.

## Критика
Е. Стишова в журнале «Искусство кино» писала, что до выхода фильма тема секса лишь обретала легитимность в советском кинематографе, тогда как «Обнажённая в шляпе» позволяет заявить об эротическом реализме. Она характеризует показанную красоту нагого женского тела как «бескорыстную» и сравнивает её с чудом природы. В этом же журнале С. Лаврентьев (1994) указывал, что фильм стал первой в СССР эротической кинокомедией, именуя его кинематографическим аккордом, под звуки которого сгинула последняя империя планеты. Критик отмечает, что афиши фильма, а также посвящённые ему календари и буклеты массово встречались на постсоветском пространстве.

## В ролях
| Актёр                 | Роль                                 |
| --------------------- | ------------------------------------ |
| Алексей Серебряков    | журналист Кошкин («Игрушка»)         |
| Анна Назарьева        | журналистка Наташа                   |
| Эвелина Архангельская | Алёна                                |
| Олег Штефанко         | журналист Зуев                       |
| Александр Берда       | полицейский Соломин                  |
| Андрей Смоляков       | журналист Константин Телегин         |
| Светлана Акимова      | организатор похищения имя не указано |
| Екатерина Беликова    | эпизод                               |
| Надежда Резон         | эпизод                               |

## Съёмочная группа
- Режиссёр — Александр Полынников
- Сценарий — Далия Трускиновская
- Оператор-постановщик — Ольга Горюнова
- Звукооператор: Анатолий Нетребенко[укр.]
- Художник-постановщик — Валентин Гидулянов
- Директор картины — Эльвира Потапенко

## Музыкальное оформление
В фильме использованы композиции из альбома MCMXC a.D. группы «Enigma», а также хит Пола Джули Абдул Straight Up.